# باشگاه فوتبال سنت یوهان ایمپانگو
باشگاه فوتبال سنت یوهان ایمپانگو (انگلیسی: TSV St. Johann im Pongau) یک باشگاه فوتبال اتریشی است که در سنت یوهان ایمپانگو, مرکز ایالت زالتسبورگ واقع شده است. این تیم در لیگ محلات تریش بازی می کند و رتبه ی سوم را دارد.